# 水口尚樹
水口 尚樹（みずぐち なおき、6月20日 - ）は、日本の漫画家。京都府出身。

## 略歴
- デビュー前にはweb上で4コママンガ『普通えもん』を発表している[要出典]。

- 2002年、『週刊少年サンデー』15号に掲載の『4649！どヤンキーラーメン』でデビュー。
- 2002年8月号 - 2003年10月号の『週刊少年サンデー超増刊』で『進学教室!! フェニックス学園』を連載。その間、月刊連載と並行しながら、『週刊少年サンデー』2003年20号 - 25号に『黒松・ザ・ノーベレスト』を短期集中連載。
- 2004年、『週刊少年サンデー』13号 - 2005年31号にて『思春期刑事 ミノル小林』を連載（初の週刊連載）。
- 2006年、『週刊少年サンデー』2号 - 41号にて『地底少年チャッピー』を連載。
- 2008年、フジテレビ系のドラマ『ロス:タイム:ライフ』のうち、新人漫画家が主人公の第5節「幼なじみ編」で作画協力を行った。
- 2009年、『モバMAN』にて『じゅくじゅく』を連載。
- 2010年、『週刊少年サンデー』にて『よしもと芸人の超怖な話』を連載[2]。
- 2012年、『ビッグコミックスピリッツ』にて『明日にはあがります。』を連載[3]。
- 2014年、『ビッグコミックスピリッツ』にて『小光先生の次回作にご期待ください。』を連載[4][5]。
- 2016年、『ビッグコミックスピリッツ』にて『早乙女選手、ひたかくす』を連載[6][7]。
- 2023年、『週刊少年サンデー』にて『みずぽろ』（原作：一色美穂）を連載[8]。

## 作品リスト

### 連載
- 進学教室!! フェニックス学園（『週刊少年サンデー超』2002年8月号 - 2003年10月号） - 思春期刑事 ミノル小林 単行本第6巻に併録。
- 黒松・ザ・ノーベレスト（『週刊少年サンデー』2003年20号 - 2003年25号、短期集中連載） - 思春期刑事 ミノル小林 単行本第5巻に併録。
- 思春期刑事 ミノル小林（『週刊少年サンデー』2004年13号 - 2005年31号、全6巻）
- 地底少年チャッピー（『週刊少年サンデー』2006年2号 - 2006年41号、全3巻）
- じゅくじゅく（『モバMAN』2009年1月16日 - 、全4巻）
- よしもと芸人の超怖な話（取材：松永マツイ、『週刊少年サンデー』2010年36・37合併号 - 2010年41号、短期集中連載）
- 明日にはあがります。（『ビッグコミックスピリッツ』2012年20号 - 2014年33号、全5巻）
- 小光先生の次回作にご期待ください。（『ビッグコミックスピリッツ』2014年34号 - 2015年30号、全2巻）
- 早乙女選手、ひたかくす（『ビッグコミックスピリッツ』2016年39号 - 2019年47号、全10巻）
- みずぽろ（原作：一色美穂、『週刊少年サンデー』2023年50号 - 連載中、既刊5巻）

### 読切
- 4649!どヤンキーラーメン（『週刊少年サンデー』2002年15号）- 思春期刑事 ミノル小林 単行本第6巻に併録。
- 海の日（『週刊少年サンデー超』2002年7月号）- 思春期刑事 ミノル小林 単行本第6巻に併録。
- オレ（中略）ヨッシャー!（『週刊少年サンデー超』2003年8月号）- 思春期刑事 ミノル小林 単行本第6巻に併録。
- 進学教室!! フェニックス学園（『週刊少年サンデー』2003年39号）
- 緊急特番 ミノルの主張（『週刊少年サンデー超』2004年WINTER号） - 思春期刑事 ミノル小林 単行本第2巻に併録。
- ハーフタイム（『週刊少年サンデー超』2005年GW号） - 思春期刑事 ミノル小林 単行本第4巻に併録。
- MY SWEET SUNDAY 紙とインクと徹夜の日々 ザ・上京の日（『週刊少年サンデー』2008年43号）
- シンデレラボーイ中嶋（『増刊flowers』2015年冬号）
- しーすー（『月刊flowers』2016年3月号）
- スピリッツなき世界（『ビッグコミックスピリッツ』2020年45号[9]）